# Linda Gray
Linda Gray, (Califórnia, 12 de Setembro de 1940) é uma atriz norte-americana, que se consagrou no papel de Sue Ellen Ewing na série americana de grande sucesso Dallas.

## Carreira
Antes de atuar como atriz, Linda Gray trabalhou como modelo nos anos de 1960. Em 1967, ainda como modelo, Linda emprestou suas pernas para Anne Bancroft nos cartazes do filme The Graduate (1967).
Em 1978, Gray aceita o papel de Sue Ellen Ewing na série de TV Dallas. Inicialmente Linda fora convidada para participar de apenas cinco episódios da primeira temporada de Dallas, porém seu personagem fez tanto sucesso que ela continuou na série até 1989. Com o papel da alcoólatra Sue Ellen, Linda alcançou a fama internacional e recebeu vários prêmios, e até hoje nos EUA o nome Sue Ellen é sinônimo para quem bebe demais.
Depois do fim da série, Linda, apareceria, cinco anos depois, no filme para TV "J.R. Returns" (1996), depois em "War of the Ewings" (1998) e também em duas reuniões do antigo elenco de Dallas, em 2004 e 2008. Linda Gray foi indicada para Globo de Ouro pelo seu notável trabalho em Dallas. As cenas em que ela aparecia bebada comoviam e ao mesmo tempo divertiam o público. Linda achou o tom certo entre o drama e a comédia, sem deixar que a personagem caísse na caricatura.

## Após Dallas
Após Dallas, Gray fez várias participações em diversos seriados, incluindo a série britânica Lovejoy. Ela também estrelou em vários filmes para a televisão americana incluindo The Entertainers, Bonanza: The Return (1993) e Accidental Meeting (1994). Também em 1994 Linda estrelou na série televisiva da FOX Melrose Place, interpretando a empresária Hilary Michaels.
Em 2001, Linda se apresentou no West End theatre como a Mrs. Robinson na peça teatral produzida por Charles Webb The Graduate.
Linda Gray retornou a televisão na série The Bold and the Beautiful, interpretando Priscilla Kelly em 2004.
Em 2006, Gray co-estrelou o curta-metragem Reflections of a Life, escrito, dirigido e estrelado por Kathi Carey. Ela retratou a melhor amiga de uma mulher em tratamento de um cêncer de mama. Linda ainda fez uma turnê no Reino Unido com a peça Terms of Endearment, que por ventura, veio a ser transferir para West End em 2008.
Em 2008 Lida fez uma pequena participação na série 90210.

## Vida pessoal
Linda Gray foi casada com Ed Thrasher por 21 anos. Desse casamento nasceram Jeff Thrasher e Kehly Sloane, seus únicos filhos. Linda tem dois netos, Ryder e Jack Sloane. De acordo com o seu site, Linda recentemente viajou para a Nicarágua para filmar um documentário sobre as questões da saúde das mulheres e das crianças como parte de seu trabalho como embaixatriz da boa vontadade das Nações Unidas.

## Atualidade
Linda regressou regularmente aos ecrãs norte-americanos e do mundo com a continuação da série que a fez ser famosa, Dallas. Apesar de algumas perspetivas em baixa, a continuação da série após vinte e um anos foi de grande sucesso a nível de audiências e de história, tendo sido cancelada no final da sua terceira temporada, em 2014.